# Koro Toro
Koro Toro è un sito archeologico in Ciad, dove nel 1995 è stato trovato il fossile KT-12/H1, meglio noto come Abel, il primo reperto dell'Australopithecus bahrelghazali. 

## Descrizione
La presenza di specie acquatiche, terrestri e anfibie, tipiche della boscaglia e della savana, suggerisce che le ossa fossero depositate sulle rive di un grande lago, predecessore del Lago Ciad. I tre siti che hanno restituito fossili di ominidi, KT12, KT13 e KT40, si trovano ai piedi dello stesso banco di sabbia, il Goz Kerki, testimonianza di un antico litorale.